# Magyar Szemle
Magyar Szemle a fost o revistă maghiară publicată la Budapesta în perioada 1927-1944. A fost înființată de István Bethlen, prim-ministru al Ungariei, având ca redactori șefi pe istoricul Gyula Szefkű și pe profesorul de literatură Sándor Eckhardt. Revista și-a asigurat colaborarea multor reprezentanți ai elitei culturale maghiare din perioada interbelică și a fost în acea perioadă una din cele mai importante publicații ale Ungariei. Revista și-a încetat apariția în 1944, după ocuparea Ungariei de către Germania.
Magyar Szemle a fost principala publicație care a pus în discuție revizuirea Tratatului de la Trianon și care s-a ocupat de problemele populației maghiare din afara Ungariei. Revista a publicat diferite propuneri revizioniste de formare a unui stat maghiar extins (expansionist) care să cuprindă teritoriile care au făcut parte din (erau ocupate de) Regatul Ungariei în cadrul monarhiei Austro-Ungare, în special Slovacia, Croația și Transilvania..
Revista Magyar Szemle a fost reînființată în noiembrie 1992 ca publicație lunară, iar din 1997 este dedicată discutării problemelor actuale ale societății maghiare, axându-se pe găsirea unui echilibru între modernitate și tradiție. Revista actuală acoperă domenii foarte variate, printre care economia, etica cercetării științifice, istorie, religie, artă și filozofie.